# Правоохранительные органы Индии

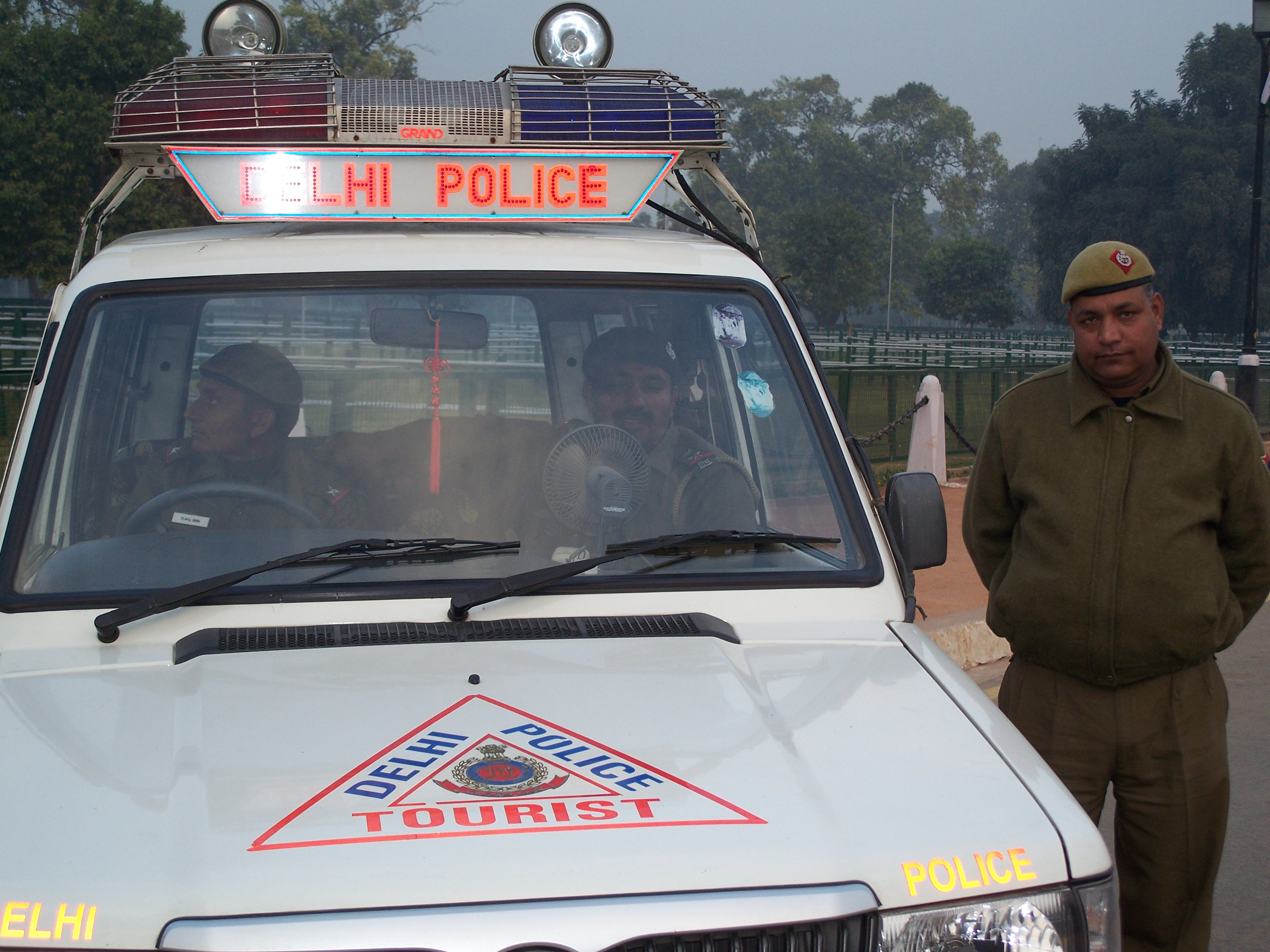
Полицейские туристической полиции Дели

Правоохранительные органы Республики Индия включают целый ряд структур как федерального подчинения, так и на уровне штатов и союзных территорий. Каждый штат и союзная территория имеют собственные полицейские силы, которые в своей деятельности руководствуются правилами и предписаниями, разрабатываемыми правительствами соответствующих штатов или союзных территорий. Тем не менее, полиция Индии функционирует как единая система, подчиняющаяся федеральным законам и управляемая федеральными властями, в том числе с помощью кадровой политики. Ею руководит Министерство внутренних дел Индии.

## История

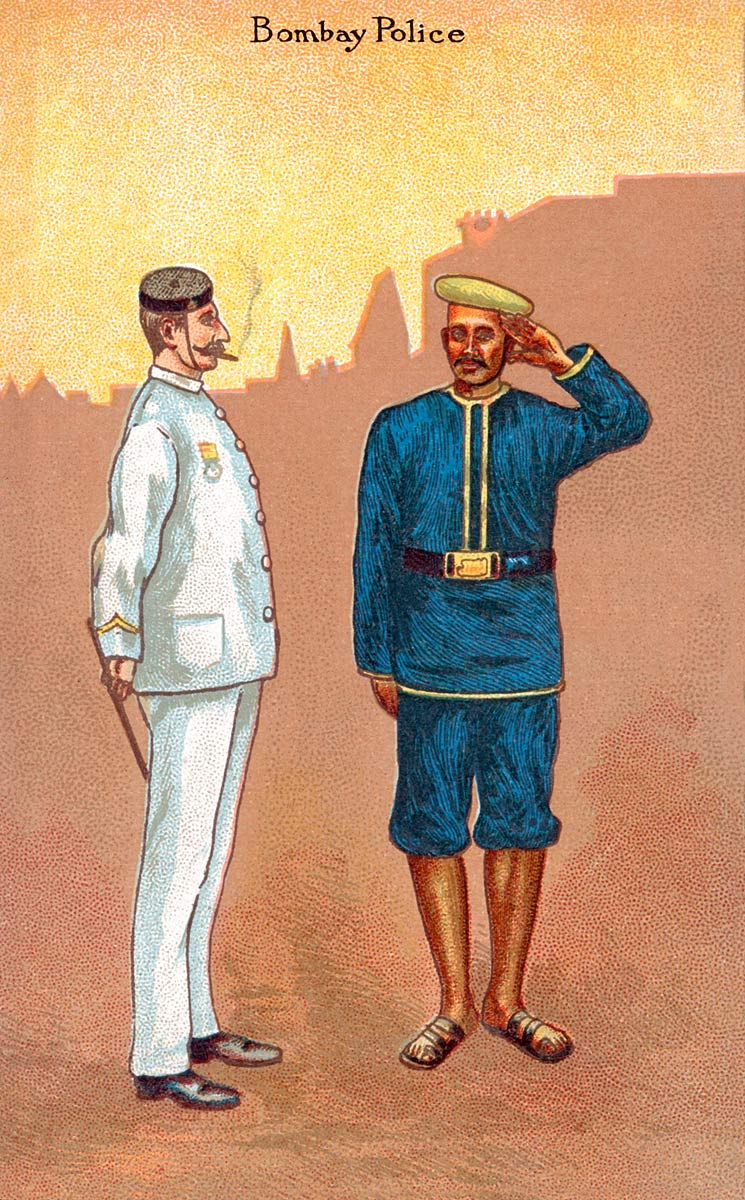
Полицейский начальник-британец и полицейский-индиец в Бомбее, открытка 1907 года

Полиция Индии существует в её нынешнем виде со времён Британской Индии. Она была создана в соответствии с Законом о полиции 1861 года (он действует и в настоящее время). Управление полиции в каждой провинции было поручено генеральному инспектору, который оказывал помощь начальникам полиции в каждом районе. Заведование всей полицией было возложено на Государственное управление полиции.
Общая численность полиции в Индии на момент обретения независимости в 1947 году составляла 381 тыс. человек. К 2005 году число сотрудников полиции Индии составило свыше 1300 тыс. человек, из которых около 300 тыс. составляли батальоны вооружённой полиции штатов, которые являются резервными подразделениями, остающимися большинство времени в казармах до вызова на выполнение специальных обязанностей или на борьбу с широкомасштабными нарушениями общественного порядка.

## Существующие правоохранительные структуры

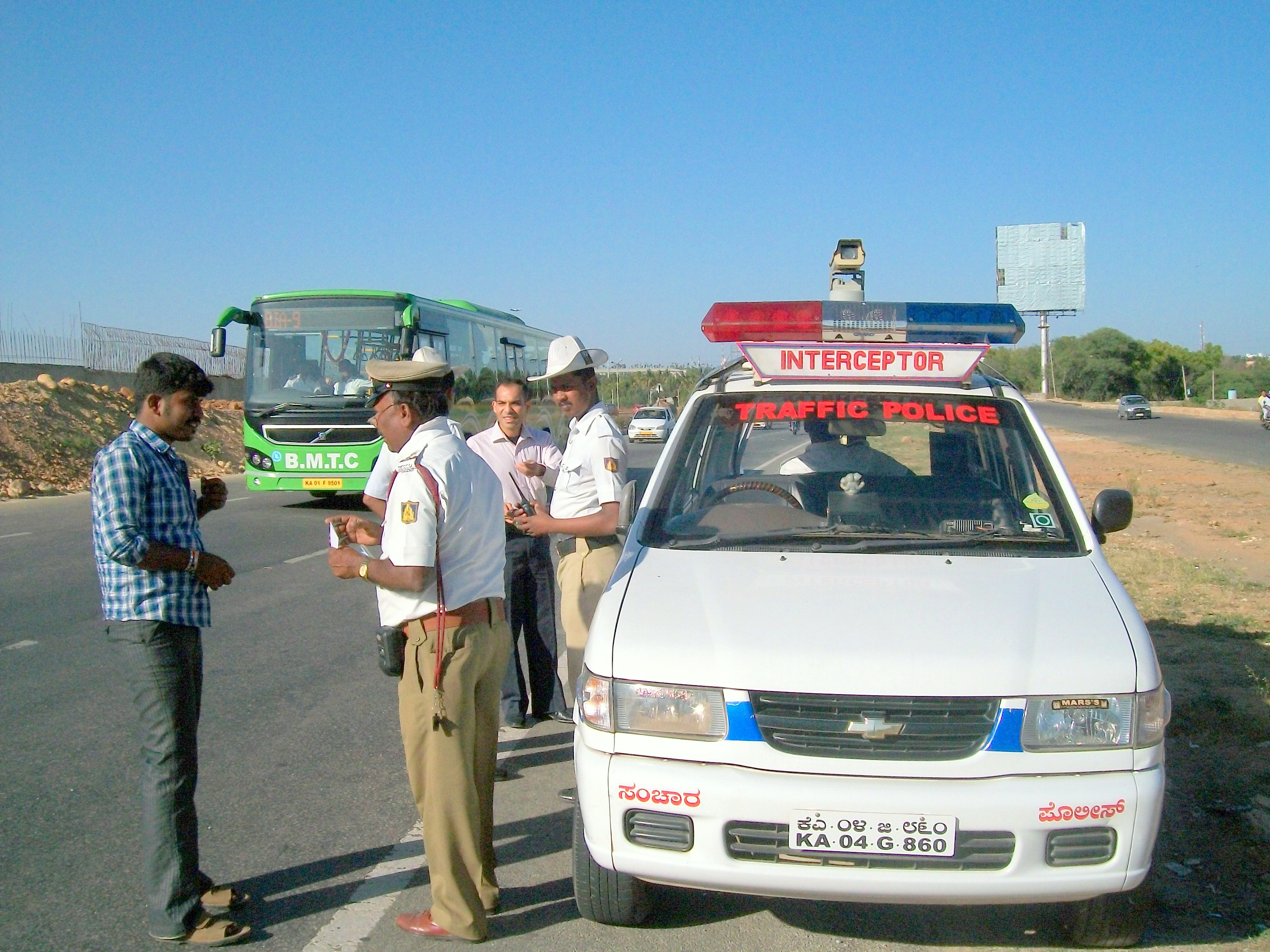
Дорожная полиция в Бангалоре

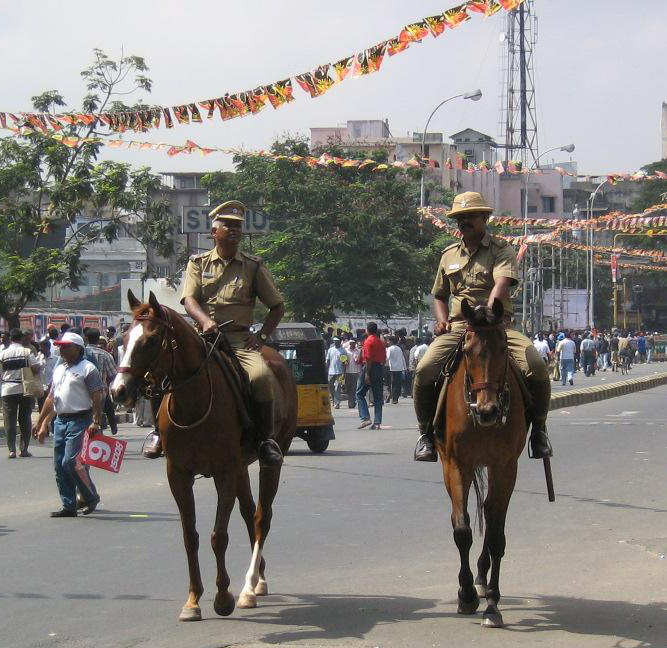
Конная полиция в Ченнаи возле стадиона, где проходят соревнования по крикету

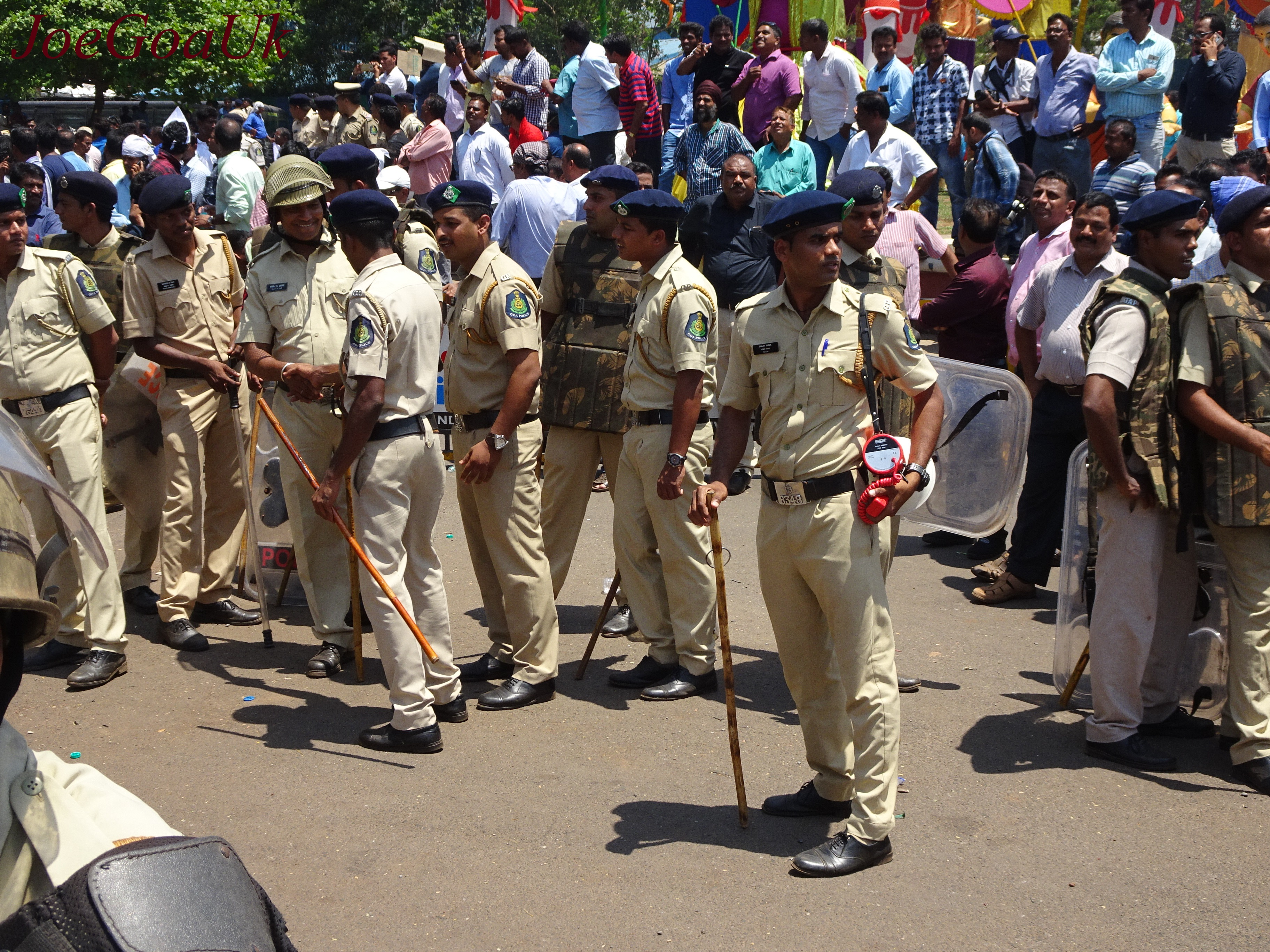
Полицейские во время протестов в городе Панаджи в 2018 году

### Федеральные
- Центральная резервная полиция;
- Национальная гвардия безопасности;
- Центральное бюро расследований;
- Разведывательное бюро;
- Национальное агентство расследований[англ.];
- Директорат по экономическим преступлениям[англ.];
- Центральная служба промышленной безопасности[англ.];
- Силы защиты железнодорожных путей[англ.];
- Пограничная служба[англ.];
- Индо-Тибетская пограничная полиция[англ.];
- Вооружённая пограничная служба[англ.][3]

### Штатов и союзных территорий
Полиция в штатах и союзных территориях организована по административно-территориальному принципу, а также включает в себя ряд функциональных подразделений, таких как департамент уголовного расследования, лаборатория судебной медицины, дорожная полиция. Также в штатах и союзных территориях имеются свои батальоны вооружённой полиции, количество которых, численность и даже названия сильно различаются в зависимости от конкретного штата или союзной территории. 
Также существуют так называемые резервные батальоны штатов: федеральное правительство разрешало правительствам штатов осуществить набор дополнительных батальонов вооружённой полиции, финансирование которых оно частично берет на себя. За это правительство штата должно предоставлять резервные батальоны по первому требованию в распоряжение центрального правительства, которое может их использовать их за пределами данного штата. Такие батальоны формируются в «неспокойных» регионах. Так, в 2003-04 годах два таких батальона было сформировано в Джамму и Кашмире, в 2004 году центральное правительство санкционировало создание 19 резервных батальонов в штатах, где действовали наксалиты, а в 2005 году было разрешено сформировать дополнительно 32 резервных батальона в штатах Северо-Восточной Индии, где действует ряд сепаратистских группировок. 

## Личный состав
Высший административный аппарат полиции каждого штата формируется из офицеров Индийской полицейской службы (ИПС). ИПС представляет собой элитный корпус, чьи члены занимают все управленческие должности полиции штатов и союзных территорий, а также в центральных полицейских организациях. В каждом штате имеется также своя полицейская служба, которая считается нижестоящей по отношению к ИПС. Они дополняются подчиненными полицейскими службами, из числа членов которых производиться набор на должности инспектора полиции, младшего инспектора полиции и помощника младшего инспектора полиции.

## Проблемы
ООН рекомендует иметь 222 полицейских на каждые 100 тыс. жителей. В 2022 году в Индии эта цифра составляла лишь 181. 24% должностей в полиции штатов оставались вакантными.
В индийской полиции очень распространена коррупция. Нередко полицейские, придравшись по какому-либо незначительному поводу к мелким торговцам, рикшам и т.п., избивают их и грабят, отнимая все имеющиеся при них деньги. Пытки задержанных являются весьма распространенными. В 2005—2010 годах умерли почти 600 задержанных, а ответственность за это понёс лишь 21 полицейский; с 2011 по 2020 год ни один полицейский не был осужден в связи со смертью задержанных. Существует практика так называемых «убийств при задержании»: критики обвиняют полицейских в том, что они преднамеренно убивают подозреваемых, не оказывающих сопротивления. Согласно одному из опросов, проведенному в 2018 году в Индии, 44% опрошенных сообщили, что боятся полиции.